# 八幡神社 (本巣市十四条)
八幡神社（はちまんじんじゃ）は、岐阜県本巣市十四条（旧・本巣郡真正町十四条）にある神社。十四条八幡神社とも称す。

## 概略
創建時期は不詳。大化の改新（乙巳の変）の頃の創建の説がある。
享禄三年（1530年）4月の洪水で流出するが、同年9月現在地に再建。再建時には近隣の村の神社を合祀し、本巣郡船木（十四条村、十五条村、十六条村、十七条村、十八条村、十九条村）の総社となる。
永禄五年（1562年）の織田信長と斎藤龍興での戦い（十四条・軽海の戦い）で社殿が焼失し、仮宮で再建。この頃に各村から分社の願いがあり、船木の総社から十四条村のみの神社となる。文禄二年（1593年）に本殿、拝殿等を造営する。
2020年（令和2年）12月、本巣市十四条895に鎮座していた日吉神社（祭神：大山咋神）を合祀する。

## 祭神
- 応神天皇
- 比咩神
- 神功皇后

## 摂末社祭神
- 神明皇大神
- 斎主神
- 天児屋根神
- 比咩神
- 白山姫神
- 須佐之男命
- 大山咋神

## 文化財
八幡神社本殿
- 寛文年間に再建された木造檜皮葺、春日社流造の社殿[5]。
- 1960年（昭和35年）3月28日、真正町（現・本巣市）の文化財に指定される[2][5]。

## 所在地
- 岐阜県本巣市十四条859